# Alpersita
L'alpersita és un mineral de la classe dels sulfats, que pertany al grup de la melanterita. Rep el seu nom en honor de Charles N. Alpers, geoquímic del Servei Geològic dels Estats Units, per les seves contribucions a la comprensió dels controls mineralògics de la geoquímica de l'aigua de les mines.

## Característiques
L'alpersita és un sulfat de fórmula química Mg(SO₄)(H₂O)₆·H₂O. Va ser aprovada com a espècie vàlida per l'Associació Mineralògica Internacional l'any 2003, i la seva fórmula va ser redefinida el 2019. Cristal·litza en el sistema monoclínic.
Segons la classificació de Nickel-Strunz, l'alpersita pertany a «07.CB: Sulfats (selenats, etc.) sense anions addicionals, amb H₂O, amb cations de mida mitjana» juntament amb els següents minerals: dwornikita, gunningita, kieserita, poitevinita, szmikita, szomolnokita, cobaltkieserita, sanderita, bonattita, aplowita, boyleïta, ilesita, rozenita, starkeyita, drobecita, cranswickita, calcantita, jôkokuïta, pentahidrita, sideròtil, bianchita, chvaleticeïta, ferrohexahidrita, hexahidrita, moorhouseïta, niquelhexahidrita, retgersita, bieberita, boothita, mal·lardita, melanterita, zincmelanterita, epsomita, goslarita, morenosita, alunògen, metaalunògen, aluminocoquimbita, coquimbita, paracoquimbita, romboclasa, kornelita, quenstedtita, lausenita, lishizhenita, römerita, ransomita, apjohnita, bilinita, dietrichita, halotriquita, pickeringita, redingtonita, wupatkiïta i meridianiïta.

## Formació i jaciments
Va ser descoberta a la mina Big Mike, a Tobin and Sonoma Range District, al comtat de Pershing, Nevada (Estats Units). Sol trobar-se associada a altres minerals com la pickeringita, l'epsomita i l'alunogen.